# Christian Ohm
Christian Ohm (* 29. Dezember 1580 in Rostock; † 26. September 1638 in Königsberg (Preußen)) war ein deutscher Rechtswissenschaftler. 

## Leben
Ohm hatte sich im September 1597 an der Universität Rostock immatrikuliert und dort seine ersten Studien absolviert. Danach hatte er acht Jahre lang an der Universität Marburg, an der Universität Straßburg und an der Universität Jena seine Studien fortgesetzt. Zurückgekehrt in seine Heimat, wurde er am 22. Mai 1609 in der juristischen Fakultät examiniert und am 6. März 1610 zum Doktor der Rechte promoviert. 1611 übertrug man ihm eine Professur an der juristischen Fakultät (publici, a.o.?) und er wurde Advokat am Mecklenburgischen Hofgericht. 1628 wurde er erster Professor der Rechte an der Universität Königsberg. Hier beteiligte er sich auch an den organisatorischen Aufgaben der Hochschule und wurde in den Sommersemestern 1629, 1633 sowie 1637 Rektor der Alma Mater.

## Werke
- Diss. De Pignoribus et hypothecis. Rostock 1614
- Disp. de testamentis ordinand. Rostock 1615, 1618
- Diss. De iureconsulto Velleiano et compensationibus. Rostock 1617
- Diss. De jure patriae potestatis.1624
- De jurisdictionis & imperii principiis.
- Diss De juramentis.
- Diss. de inofficioso testamento.
- Diss. De usucap. & praescript. Temporum,
- Diss. De tutelis,
- De repressaliis,
- De contractu societatis,
- De periculo et aestimatione rei venditae,
- De exceptionibus, regalibus, injuriis,
- De materia restamentorum,
- De divisione rerum in mobiles et immobiles.